# Скала-Подільська колонія чапель
Скала-Подільська колонія чапель — зоологічна пам'ятка природи місцевого значення в Україні. Розташоване поблизу села Цигани Чортківського району Тернопільської області, у кварталі 85, виділі 1 Скала-Подільського лісництва Чортківського держлісгоспу, в межах лісового урочища «Дача Скала-Подільська».

## Пам'ятка
Оголошена об'єктом природно-заповідного фонду рішенням виконкому Тернопільської обласної ради № 645 від 13 грудня 1971 року. Перебуває у віданні Тернопільського обласної управління лісового господарства.

## Характеристика
Площа — 10,5 га. 
Під охороною — колонія сірих чапель, яка існує тут протягом кількох десятиліть: 10-12 пар, що гніздяться на деревах дуба заввишки близько 20 м.